# Гауя
Га́уя (латыш. Gauja, эст. Koiva; устар. Лифляндская Аа, Трейдер-Аа) — река в Латвии, частично протекает по границе с Эстонией. Длина — 452 км, площадь водосборного бассейна — 8900 км². Гауя имеет самое длинное русло в пределах Латвии.

## Этимология
По версии А. Биленштейна, название произошло от ливского keùv или южно-эстонского kõiv, что в переводе — «берёза», то есть «берёзовая река».

## Общие сведения
Питание реки смешанное, источники — таяние снегов (35—40 %), осадки и подземные воды. В случае продолжительных дождей возможны паводки, иногда превышающие весеннее половодье (подобные паводки характерны для всех рек Латвии). Притоки — Абулс (левый), Амата (левый), Брасла (правый), Мустйыги (правый), Рауна (левый), Вилдога.
Раньше считалось, что река Гауя вытекает из озера Алаукстс, но так как старый исток зарос, истоком реки считается либо ручей Э́жу, либо ручей А́рниты, истоки которых расположены на Видземской возвышенности, недалеко от посёлка Та́урене возле хутора Ма́ли на возвышенности Элкаскалнс (261 м над уровнем моря). Вытекая из озера Зо́бола, она получает название Ми́ерупите. На высохшем озере Лаидза она сливается с речкой Гауиня (уменьшительное от Гауя), которая вытекает из озера А́лаукста. Это место во многих источниках упоминается как один из предполагаемых истоков реки, отсюда река течёт уже под названием Гауя. Затем река течёт через каскад озёр Лодес-Таурене, далее на восток и север. На протяжении 18 км по реке проходит граница с Эстонией. Далее река течёт в юго-западном направлении и впадает в Рижский залив Балтийского моря около посёлка Царникава. На реке Гауя расположены города Стренчи, Валмиера, Цесис, Лигатне, Сигулда.
Между городом Валмиера и посёлком Мурьяни (Мурьянский мост) долина реки находится на территории Национального парка Гауя. На территории парка сохранились развалины Сигулдского, Турайдского и Кримулдского замков (XII—XIV вв). Река порой меняет своё русло. Благодаря порогам и умеренному течению пользуется популярностью у любителей водного спорта.
Хоть река Гауя и протекает по равнине, но в связи с крутым нравом, как то — извилистая долина, чередование очень быстрого течения с участками относительно медленного течения, наличие резких перепадов глубины (череда отмелей и глубоких омутов), топляка и коряг (берега реки из-за действия силы Кориолиса подвержены водной эрозии, и в реку падают кусты и деревья), зыбучих придонных песков с холодными слоями из-за наличия донных источников, реку Гауя, вместе со своим притоком — рекой Амата, можно причислить к категории горных рек.

## География
В верхнем течении расположены многочисленные перекаты и несложные пороги, имеется несколько действующих и разрушенных плотин (Ранка, Велена, Синоле, Пайдери), а также пороги Синолес и Сикшню. После участка, где раньше в Гаую впадала река Палса, после её пересечения с Видземским шоссе, река успокаивается и на протяжении почти 100 км течёт по малонаселённой местности. На участке Стренчи — Мурьяни река протекает по заросшей хвойным лесом долине, которая является наиболее живописной частью реки. На этом отрезке в Гаую впадают реки Абулс, Амата, Брасла и Лоя. Ниже Мурьяни река выходит на прибрежную равнину у Рижского залива, в её русле появляются острова и песчаные отмели. Ширина реки у села Яунпиебалга составляет 15—20 м, у Царникавы (место впадения в Рижский залив) достигает 80—100 м.
В бассейнах рек Гауя и Даугава выявлены могильники ливов, которые по краниометрическим признакам имеют морфологическое сходство с населением Старой Ладоги и погребёнными в могильнике Сиксали между озёрами Хино и Хино Мустъярв на юго-востоке Эстонии.